# Rucio (Peñuelas)
Rucio es un barrio ubicado en el municipio de Peñuelas en el estado libre asociado de Puerto Rico. En el Censo de 2010 tenía una población de 1064 habitantes y una densidad poblacional de 48,4 personas por km².

## Geografía
Rucio se encuentra ubicado en las coordenadas 18°6′6″N 66°41′45″O / 18.10167, -66.69583. Según la Oficina del Censo de los Estados Unidos, Rucio tiene una superficie total de 21.98 km², de la cual 21.98 km² corresponden a tierra firme y (0.01%) 0 km² es agua.

## Demografía
Según el censo de 2010, había 1064 personas residiendo en Rucio. La densidad de población era de 48,4 hab./km². De los 1064 habitantes, Rucio estaba compuesto por el 88.63% blancos, el 3.48% eran afroamericanos, el 0.47% eran amerindios, el 6.39% eran de otras razas y el 1.03% pertenecían a dos o más razas. Del total de la población el 99.44% eran hispanos o latinos de cualquier raza.